# Mansion House (London Underground)

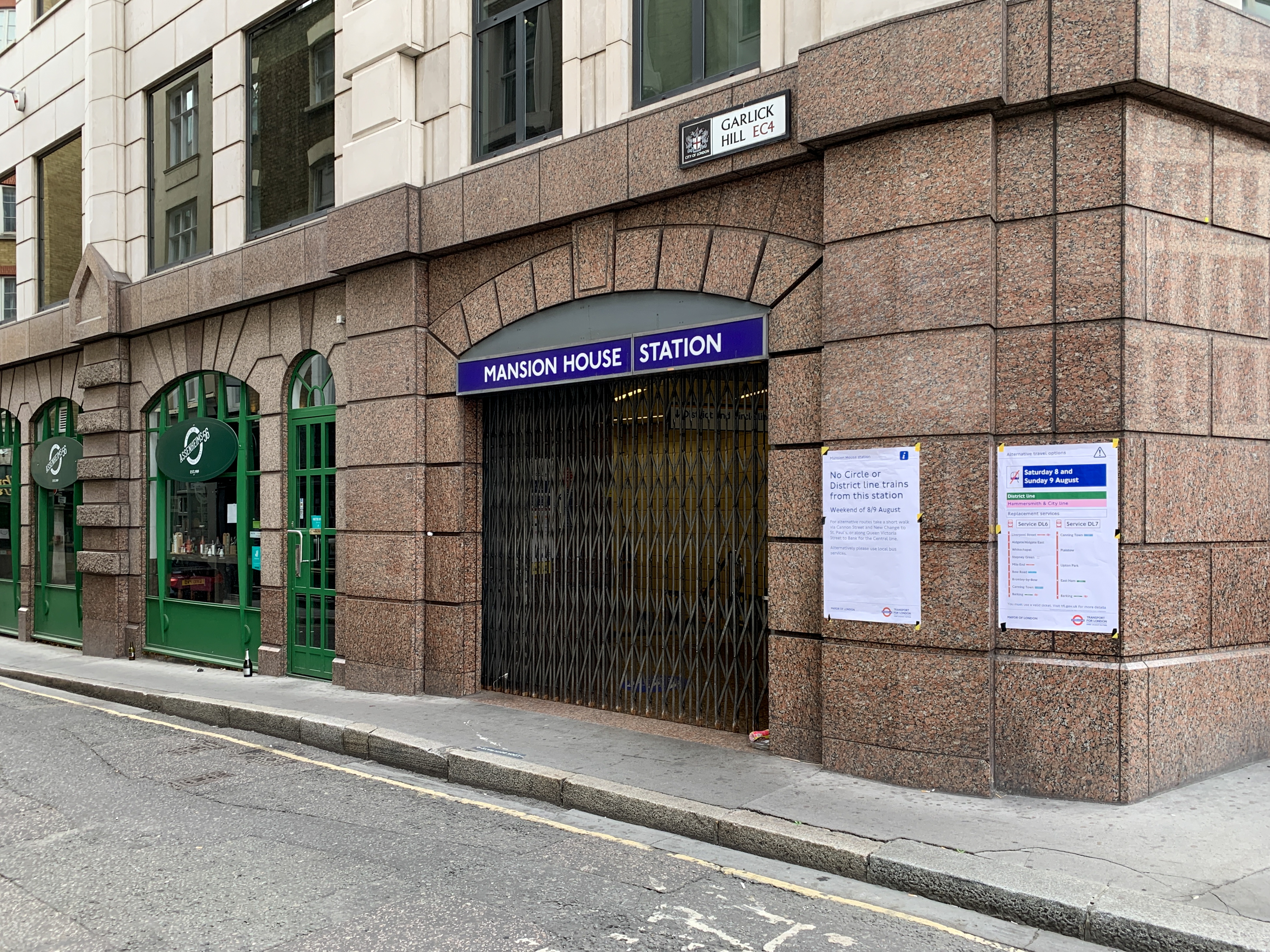
Station Mansion House

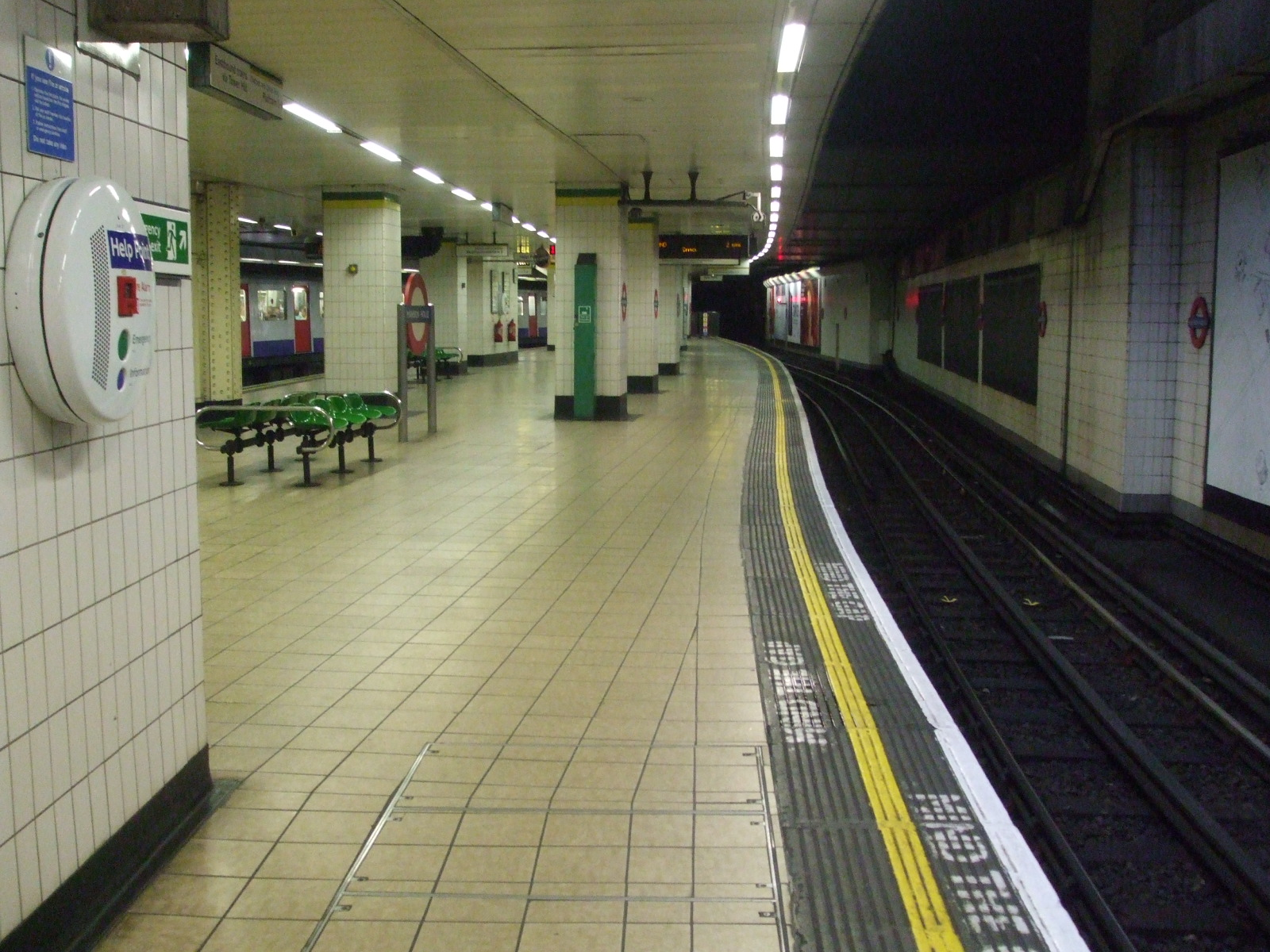
Bahnsteig

Mansion House ist eine unterirdische Station der London Underground in der City of London. Sie liegt in der Travelcard-Tarifzone 1 an der Kreuzung von Queen Victoria Street und Cannon Street; sie wird von der Circle Line und der District Line bedient. Im Jahr 2014 nutzten 6,20 Millionen Fahrgäste die Station.
Sie besitzt drei Gleise, die an je einem Seiten- und einem Mittelbahnsteig angelegt sind. Auf Gleis 1 verkehren die Züge in Richtung Tower Hill und auf Gleis 3 diejenigen in Richtung Westminster. Gleis 2 wird nur von endenden und beginnenden Zügen genutzt, bis zur Verlängerung der Circle Line nach Hammersmith wurde jeder Zug der Circle Line einmal täglich in Tower Hill oder Mansion House gewendet, um den Verschleiß der Räder zu minimieren. Der Name der Station ist abgeleitet vom nahe gelegenen Mansion House, der offiziellen Residenz des Lord Mayor of London, obwohl dieses Gebäude sich eigentlich näher bei der Station Bank befindet.
Die Eröffnung der Station erfolgte am 3. Juli 1871 durch die Metropolitan District Railway (MDR), die Vorgängergesellschaft der heutigen District Line, als diese die Strecke von Blackfriars aus hierhin verlängerte. Die MDR stellte in South Kensington einen Anschluss an die Metropolitan Railway (MR; heutige Metropolitan Line her). MDR und MR errichteten gemeinsam den Streckenabschnitt nach Tower Hill und nahmen diesen am 10. Oktober 1884 in Betrieb. Damit konnte die letzte Lücke der um das Stadtzentrum führenden Ringlinie geschlossen werden. In den 1920er Jahren entstand nach Plänen von Charles Holden ein neues Eingangsgebäude. Vom 29. Oktober 1989 bis zum 11. Februar 1991 war die Station aufgrund umfangreicher Renovations- und Modernisierungsarbeiten geschlossen.